# 琼·巴里
琼·艾伦·巴里（英語：Jon Alan Barry，1969年7月25日—），美国NBA职业篮球运动员，司职得分后卫，现任ESPN有线电视篮球分析员。

## 球员介绍
巴里是篮球名人堂球星里克·巴里的二儿子，他的其他三位兄弟分别是，斯库特、德鲁、布伦特，都曾是职业篮球运动员。在NBA联盟中巴里先后效力过密尔沃基雄鹿、亚特兰大老鹰、洛杉矶湖人、金州勇士、萨克拉门托国王、底特律活塞、丹佛掘金以及最后效力的休斯敦火箭。他以乔治亚理工学院球员的身份在1992年NBA选秀大会中第一轮第21顺位被波士顿凯尔特人队选中，随即在同年11月交换去了密尔沃基雄鹿。
琼·巴里高中时期就读于加州的德拉塞尔高中，随后分别在太平洋和巴黎初级学院各打了一年球，最终他接受了乔治亚理工学院的体育奖学金而加入了乔治亚理工的大学篮球队。
巴里在随底特律活塞队参加的2002年NBA季后赛对阵多伦多猛龙的第5场系列赛决胜场次中得到了12分，其中一半的分数是在3分钟内取得的。这个赛季过后的两个赛季活塞队即取得了NBA总冠军。
琼在2006年3月1日加盟了休斯敦火箭队，并且在球队结束了自己的职业篮球生涯，由于在火箭队替补阵容中屡有上佳表现，所以巴里当时还得到了「板凳土匪」的昵称。
他的姐夫是职业高尔夫球运动员比利·安德拉德（Billy Andrade）。